# Norisdelphis annakaensis
Norisdelphis annakaensis — викопний вид дельфінів, що існував в міоцені в Тихому океані. Два черепа дельфіна знайдено у місті Аннака в префектурі Ґумма в Японії. Найдавніший представник родини дельфінових (Delphinidae).